# Saint Martin
 Der er for få eller ingen kildehenvisninger i denne artikel, hvilket er et problem. Du kan hjælpe ved at angive troværdige kilder til de påstande, som fremføres i artiklen.

|  | For frimurerlogen St. Martin se St. Martin (frimurerloge); for helgenen se Sankt Morten |
Saint Martin (fransk: Saint-Martin, nederlandsk: Sint Maarten, engelsk: Saint Martin) er en tropisk ø i det nordøstlige Caribien, som er delt mellem Kongeriget Nederlandene og Frankrig. Øen er på 88 km². Den franske del i nord hedder Saint-Martin, og er et fransk oversøisk kollektivitet (collectivité d'outre mer). Den største by er Marigot. Den franske del er en del af EU. Den nederlandske del i syd hedder Sint Maarten og dens største by er Philipsburg. Sint Maarten er siden 10. oktober 2010 en selvstændig stat inden for Kongeriget Nederlandene.  
Krydsningen af grænsen mellem Frankrig og Nederlandene er i dag af uformel karakter, da den eneste måde at se den på, er et lille skilt som ønsker velkommen enten til den nederlandske eller franske side. Der har været en fredelig sameksistens mellem nederlændere og franskmænd på øen i 200 år. Indenfor EU's grænser deler Nederlandene derfor grænse med Frankrig.

## Historie
Før Christoffer Columbus kom til St. Martin på sin anden rejse til den nye verden i 1493, havde øen allerede været befolket i over tusind år. De første som bosatte sig her var Arawakindianere, som oprindelig kom fra Sydamerika. De gav øen navnet "Sualouiga", som betyder "Saltlandet". Baggrunden for navnet ligger i øens store forekomster af brakvand og salt. De få steder, hvor der var ferskvand, kunne kun holde liv i en lille befolkning.
Arawakindianerne blev senere fortrængt af en mere aggressiv indianerstamme, cariberne. Det er efter disse Caribien blev opkaldt.
Columbus satte aldrig sin fod på øen, men gjorde krav på den for Spanien, mens han sejlede forbi. Han fik øen i sigte 11. november 1493 på den hellige Martin af Tours' dag, deraf navnet på øen. Bortset fra at navngive øen, viste spanierene aldrig nogen interesse for den. Nederlænderne, som var på udkig efter en havn midt mellem kolonierne i Brasilien og Niue Amsterdam (nu New York), okkuperede øen i 1631. Det nederlandske Vestindiske kompagni (WIC) indsatte Jan Claezen van Campen som guvernør, og han igangsatte opførelsen af det første fort og udvinding af salt.
Det tog ikke lang tid før spanierne, som ønskede at opretholde deres monopol i den nye verden, blev klar over den nederlandske okkupation af øen, og de tog øen tilbage i 1633. Alle nederlænderne blev fordrevet og flygtede til Curaçao.
I de næste 15 år gjorde nederlænderne en række mislykkede forsøg på at få deres tabte besiddelse tilbage. Den spanske kommandør under de stadige nederlandske belejringer bad efter deres sejr spanierne om at forlade øen. Kongen af Spanien indvilgede i hans ønske i 1647, og arbejdere fra Puerto Rico blev indhentet for at rive forterne ned på øen, før de forlod øen.
En lille gruppe franskmænd og nederlændere havde gemt sig på øen, da spanierne tog af sted, og ifølge legenden blev grænsen på St. Martin fastsat ved at en nederlænder og en franskmand stod ryg til ryg ved Oysterpond på østkysten. Franskmanden skulle gå nordover og nederlænderen sydover og fortsætte langs kysten indtil de mødtes. Den nederlandske side er mindre, angiveligt på grund af at nederlænderen enten var for fed, langsom eller drak gin, mens han gik. Eller af alle tre grunde.
Grænsetraktaten blev underskrevet på toppen af Mount Concordia i 1648, men selv med en fredelig sameksistens blev grænsen ændret 16 gange indtil 1815, da Paristraktaten endeligt fastsatte grænsen.

### Under 2. verdenskrig
St. Martin blev brugt som militærbase af amerikanerne under 2. verdenskrig og okkuperet af de allierede, eftersom Nederlandene og Frankrig var okkuperet af Tyskland.

## Politisk status
Frankrig og Nederland blev enige om at dele øen 11. november 1648.
De Nederlandske Antiller ophørte d. 10. oktober 2010 med at eksistere som en administrativ enhed. Øerne fik fra denne dato ny status inden for Nederlandene: Bonaire, Sint Eustatius og Saba er herefter en direkte del af Nederlandene som særlige kommuner, og Curaçao og Sint Maarten har nu status som selvstændige lande indenfor Nederlandene – samme status som Aruba fik i 1986, men ikke en del af EU. Valutaen er den amerikanske dollar.
Saint-Martin var frem til 2007 en del af Guadeloupe, som er et fransk oversøisk departement og er dermed en del af EU. I 2003 stemte befolkningen for løsrivelse fra Guadeloupe og fik i 2007 egen COM-status ("oversøisk fællesskab"). Samme status fik også Saint-Barthélemy, som også tidligere var administreret fra Guadeloupe. Øerne beholder EU-medlemskabet.
Valutaen på den franske side er Euro, men amerikanske dollar er accepteret de fleste steder.

## Karakteristika og turistinformation
Sint Maarten, den nederlandske side, er kendt for sit natteliv, strandliv og kasinoer, mens Saint Martin, den franske side, er fransk med guldsmede og dyre modebutikker.
Der er flyforbindelse til øen fra mange destinationer. Store fly som Airbus 330 er
ikke ualmindelige, og hovederhvervet på øen er turisme. Princess Juliana International Airport er kendt for sin korte landingsbane på kun 2.130 meter, næsten det korteste for store widebody fly. Derfor kommer disse fly i ekstrem lav højde, lige over en af strandene i nærheden af Philipsburg. Indflyvningsbilleder, hvor flyene kun er 10 til 20 meter over turister som soler sig, er populære.
Øen er ofte hjemsøgt af orkaner, specielt i sensommeren og tidligt efterår. I denne periode er der få turister og mange butikker og restauranter holder lukket.
Naboøerne er Saint-Barthélemy, Anguilla, Saba, Sint Eustatius og Saint Kitts og Nevis

## Kommunikation
Turismen tog af på St. Martin efter 2. verdenskrig, da amerikanerne forlod øen med en færdig udbygget lufthavn. Princess Juliana Airport stod færdig i 1943. Lufthavnskoden er SXM.